# Route nationale 409
Die Route nationale 409, kurz N 409 oder RN 409, war eine französische Nationalstraße, die von 1933 bis 1973 von der N4 in Toul zur N74 in Neuves-Maisons führte. Ihre Länge beträgt 19 Kilometer und sie führt etwa auf der Hälfte ihres Laufweges an der Mosel entlang.